# Restrepia aspasicensis
Restrepia aspasicensis é uma espécie de orquídea (Orchidaceae) originária dos Andes.